# 오세촌 (후쿠시마현)
오세촌(逢瀬村)은 후쿠시마현 나카도리 중부, 아사카군에 속했던 촌이다. 1965년 5월 1일 고리야마시와 아사카군 모든 정·촌(아사카정·미호타촌·오세촌·가타히라촌·기쿠타촌·히와다정·후쿠야마정·고난촌·아타미정), 다무라군의 다무라정이 합병, 고리야마시가 새롭게 설치되고 폐지되었다.

## 개요
촌명의 이름은 구 가와치촌과 구 다다노촌을 유역으로 하는 아이세강에서 따왔다. 안적소수의 관개에 의해 농업이 발달한 지역이다. 전통 예능으로 다다노의 괭이춤 모내기춤이 전해지고 있다. 

## 역사
- 1955년 4월 23일 - 가와우치촌과 다다노촌이 합병해 오세촌이 되었다.
- 1965년 5월 1일 - 고리야마시가 오세촌을 포함해 아사카군 전정촌과 신설합병을 수행함으로서 고리야마시의 일부가 되었다.

## 참고 문헌
- Vol.21 多田野の鍬柄舞田植踊り保存会／郡山市
- 角川日本地名大辞典編纂委員会『角川日本地名大辞典 7 福島県』、角川書店、1981年 ISBN 4040010701
- 日本加除出版株式会社編集部『全国市町村名変遷総覧』、日本加除出版、2006年、ISBN 4817813180